# Smarkula
Pour plus de détails, voir Fiche technique et Distribution.
Smarkula (en français La Gamine) est un film polonais réalisé par Leonard Buczkowski, sorti en 1963.

## Synopsis
Après la mort de sa mère, une adolescente de la campagne, Krysia, monte à Varsovie. Elle y fait la connaissance de deux amis : un chauffeur de taxi, Florian, et un médecin, Bogdan.

## Fiche technique
- Titre : Smarkula
- Titre original : Smarkula
- Réalisation : Leonard Buczkowski
- Scénario : Leonard Buczkowski, Roman Niewiarowicz
- Société de Production : Kadr
- Musique : Krzysztof Komeda
- Photographie : Wiesław Zdort
- Montage : Wieslawa Otocka
- Costumes : Marian Kołodziej
- Pays d'origine : Pologne
- Format :
- Genre :
- Durée : 102 minutes
- Date de sortie : 7 juin 1963

## Distribution
- Anna Prucnal : Krysia Kowalska
- Czesław Wołłejko : docteur Bogdan Lewandowski
- Bronisław Pawlik :  Florian, le chauffeur de taxi
- Mieczysław Kalenik : Jurek Wronicz, officier de marine
- Henryk Szletyński : proviseur du lycée
- Alina Janowska : docteure Wanda, l'amie de Bogdan
- Barbara Rylska : Stefa, fiancée de Florian, employée dans un salon de mode
- Jadwiga Chojnacka : gouvernante de Wężyk, wuja Krysi
- Feliks Chmurkowski : vieille chèvre dans le taxi de Florian
- Halina Kossobudzka : gérante du salon de mode
- Janina Sokołowska : la mère de Jurek et Julka
- Krystyna Sienkiewicz : Julka Wronicz, sœur de Jurek, amie de Krysia
- Teresa Belczyńska
- Wiktor Biegański
- Jadwiga Kuryluk : voisine de Florian et Bogdan
- Mieczysław Czechowicz : Wacek le chauffeur de taxi
- Jan Kobuszewski : un chauffeur de taxi
- Zdzisław Leśniak : hooligan dans le parc
- Jerzy Turek : hooligan dans le parc
- Jerzy Zelnik : Alfred, participant à la fête (non crédité)